# Anthometra psychinaria
Anthometra psychinaria är en fjärilsart som beskrevs av Rosenh. 1856. Anthometra psychinaria ingår i släktet Anthometra och familjen mätare. Inga underarter finns listade i Catalogue of Life.